# Alpina gedrensis
Alpina gedrensis là một loài bướm đêm trong họ Geometridae.